# Jaguaretama
Jaguaretama este un oraș în statul Ceará (CE) din Brazilia.